# 40 Cancri
40 Cancri è una stella binaria di magnitudine 6,61 situata nella costellazione del Cancro. Dista circa 600 anni luce dal sistema solare. Si tratta di una stella vagabonda blu che fa parte dell'ammasso aperto del Presepe.

## Osservazione
Si tratta di una stella situata nell'emisfero celeste boreale; grazie alla sua posizione non fortemente boreale, può essere osservata dalla gran parte delle regioni della Terra, sebbene gli osservatori dell'emisfero nord siano più avvantaggiati. Nei pressi del circolo polare artico appare circumpolare, mentre resta sempre invisibile solo in prossimità dell'Antartide. Essendo di magnitudine pari a 6,6, non è osservabile ad occhio nudo; per poterla scorgere è sufficiente comunque anche un binocolo di piccole dimensioni, a patto di avere a disposizione un cielo buio.
Il periodo migliore per la sua osservazione nel cielo serale ricade nei mesi compresi fra dicembre e maggio; da entrambi gli emisferi il periodo di visibilità rimane indicativamente lo stesso, grazie alla posizione della stella non lontana dall'equatore celeste.

## Caratteristiche fisiche
La stella primaria pare una normale stella bianca di sequenza principale, tuttavia ha una temperatura eccessiva per la sua luminosità e viene quindi considerata una vagabonda blu estrema. Si tratta di una stella di seconda generazione formatasi da una collisione di due stelle di piccola massa avvenuta milioni di anni fa. Non è chiaro se la collisione sia avvenuta tra due membri separati dell'ammasso oppure si tratti di una fusione di due stelle facenti parte di un sistema binario.
Con una Temperatura efficace di 9382 K, la principale è di gran lunga la stella più calda dell'ammasso. Ha 2,46 volte la massa del Sole e 2,72 volte il suo raggio. La rotazione è insolitamente lenta per una stella A1V, con una velocità di rotazione prevista di 10 km/s, mentre la sua luminosità è 74 volte quella solare.
40 Cancri ha una compagna con un moto proprio comune, situata a una separazione angolare di 0,425″±0,009″ lungo un angolo di posizione di 127,6°, a partire dal 1983. Questa stella è di circa 2,5 magnitudini più debole della principale, ed è molto probabilmente una stella di tipo F con una massa di circa 1,5 M⊙. La separazione reale tra la coppia di stelle è di 80 UA, con un periodo orbitale di 450 anni o superiore.